# Trisula superba
Trisula superba är en fjärilsart som beskrevs av Seydel 1937. Trisula superba ingår i släktet Trisula och familjen nattflyn. Inga underarter finns listade i Catalogue of Life.